# Marcel Reymond
Marcel Reymond   (Sainte-Croix, 7 de juliol de 1911 - Sainte-Croix, 4 d'octubre de 2002) va ser un saltador d'esquí suís que va competir durant la dècada de 1930.
El 1936 va prendre part en els Jocs Olímpics de Garmisch-Partenkirchen, on fou vint-i-vuitè en la prova del salt amb esquí.
En el seu palmarès destaca una medalla d'or al Campionat del Món d'esquí nòrdic de 1933.